# Tricalysia pangolina
Espèce
Tricalysia pangolina N. Hallé est une espèce d'arbrisseaux de la famille des Rubiacées et du genre Tricalysia, présente en Afrique tropicale : Cameroun, République centrafricaine, Gabon, République du Congo.
Relativement commune, l'espèce est assez rare au Cameroun, où elle a été observée notamment au mont Cameroun et au parc national de Korup.